# Kreuzfidel
Kreuzfidel  (Felice come un re!) op.301, è una polka francese di Johann Strauss (figlio).
Anche se l'affidabile Josef Strauss registrò nel suo diario che Johann condusse la prima viennese della polka Kreuzfidel ad un concerto di beneficenza nei Volksgarten il 12 novembre 1865, è chiaro da annunci comparsi sulla stampa che le novità scritte per quell'occasione (fra cui il valzer Hofballtanze op. 298, la polka francese Die Zeitlose op. 302 e la Bal champtre-Quadrille op. 303), in realtà furono eseguite ad un concerto di beneficenza di tutti e tre i fratelli Strauss in data 19 novembre 1865, il giorno dopo che la casa editrice di Spina aveva pubblicato il brano sotto il titolo di Kreuzfidel.
La polka Kreuzfidel fu uno dei brani che Johann portò in America quando diresse il giubileo delle nazioni nel 1872 a Boston, durante il periodo estivo.
Il lavoro fu eseguito una sola volta, ad un concerto pomeridiano tenuto dal compositore il 3 luglio.
Il compositore si era da poco ristabilito dai dolori causati dai reumatismi che lo avevano afflitto alla spalla destra; il reporter del New York Tribune (4-07-1872) notò i miglioramenti di Johann ma, avendo poca famigliarità con la lingua tedesca, commise un errore nel riportare il titolo del brano; scrisse:
(New York Tribune)